# Mangrovefächerschwanz
Der Mangrovefächerschwanz (Rhipidura phasiana) ist ein Singvogel aus der Familie der Fächerschwänze (Rhipiduridae), der von Neuguinea bis nach Australien vorkommt. Sein deutscher Trivialname bezieht sich auf seinen Lebensraum. Im Vergleich zu den ebenfalls in Australien vorkommenden beiden Arten Garten- und Fuchsfächerschwanz ist diese Art noch sehr wenig erforscht.
Die Bestände des Mangrovefächerschwanzes gelten in seinem gesamten Verbreitungsgebiet als nicht gefährdet. Früher wurde die Art als Unterart des Neuseelandfächerschwanzes (Rhipidura fuliginosa) angesehen. Sie gilt als monotypisch, es werden keine Unterarten unterschieden.

## Merkmale

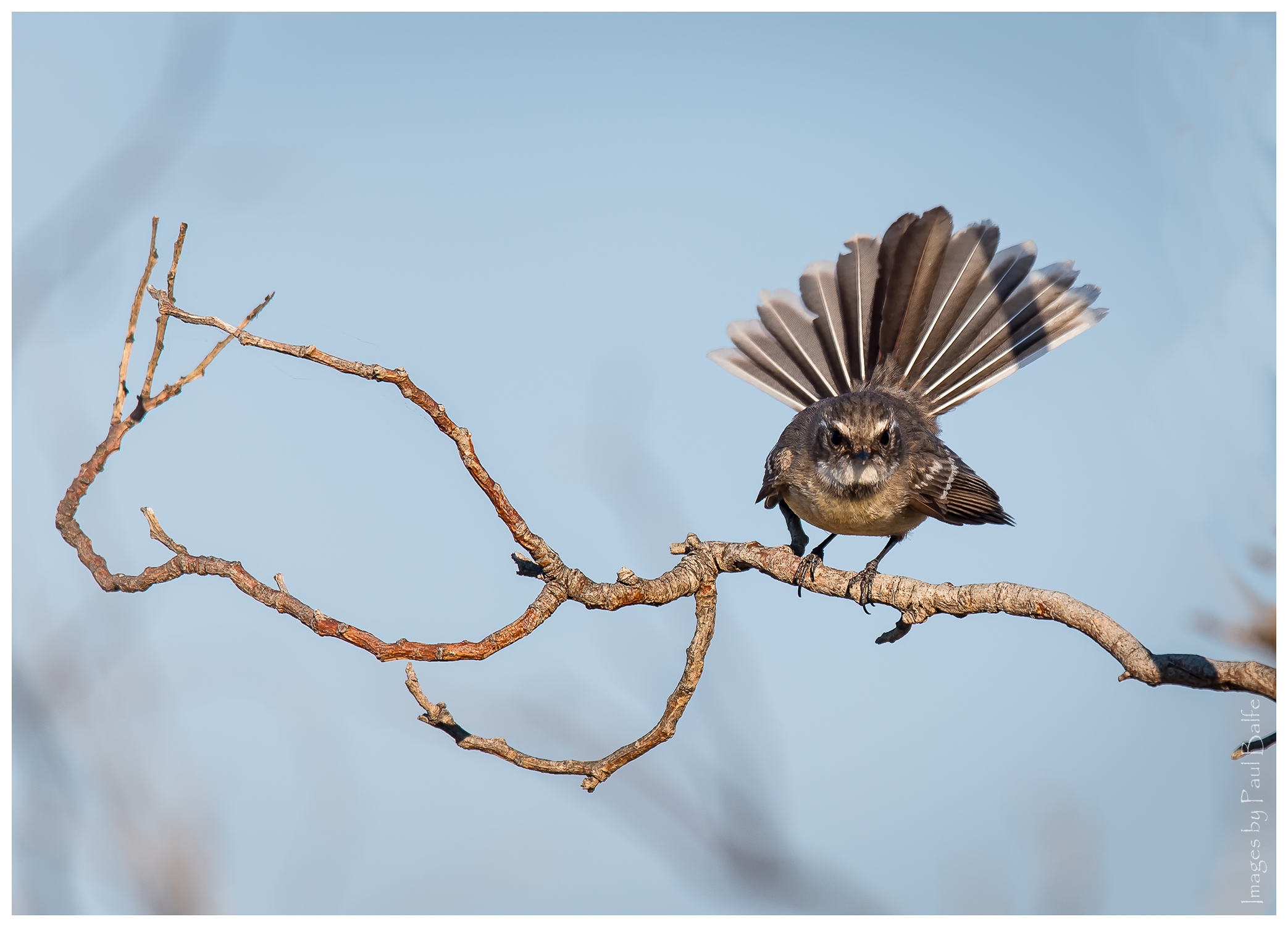

Zwischen den Geschlechtern des Mangrovefächerschwanzes besteht weder in der Gefiederfärbung noch im Körperbau ein Dimorphismus.
Er erreicht eine Körperlänge von 13,5 bis 15,5 cm. Der Schnabel ist 12,2–13,9 mm lang. Er hat eine Flügellänge von 63–68,5 mm, sein Schwanz misst 75–83 mm.  Das Gewicht liegt zwischen 4 und 7,6 g.
Bei den adulten Vögeln ist Kopf  und Hals hellgrau. Die Zügel und die Ohrdecken sind etwas dunkler und kontrastieren auffällig mit dem weißen Kinn und Kehle. Zu den auffälligen Merkmalen dieser Art gehört außerdem der breite, aber vergleichsweise kurze  Überaugenstreif. Über den Ohrdecken befindet sich ein weiterer weißer Strich. Die übrige Körperoberseite ist hellgrau, die Flügel sind dunkler und bräunlicher. Das Schwanzgefieder ist dunkelgrau, das äußere Steuerfederpaar weist an der jeweiligen Außenfahne einen schmalen weißen Saum auf. Bis auf das mittlere Steuerfederpaar haben alle Steuerfedern außerdem einen weißen Federschaft.
Das weiße Kinn und die weiße Kehle sind durch ein schmales graues Brustband vom übrigen Gefieder abgesetzt. Die übrige Körperunterseite ist hellbraun. Der Schnabel ist schwarz, der Unterschnabel hat eine weiße Basis. Die Iris ist dunkelbraun, die Füße und Beine sind schwarzbraun bis dunkelgrau.
Jungvögel sind grundsätzlich den Adulten ähnlich, die Körperoberseite ist allerdings bräunlich überwaschen. Auf der Körperunterseite sind Jungvögel heller als die adulten Vögel.

## Verbreitung und Lebensraum
Das Verbreitungsgebiet des Mangrovefächerschwanzes erstreckt sich über einen sehr schmalen Küstenstreifen im Süden Neuguineas und einen sehr schmalen Küstenstreifen entlang der nordwestlichen und nördlichen Küste Australiens. Das Verbreitungsgebiet erstreckt sich hier von der Shark Bay im Westen Australiens bis in den Westen der Kap-York-Halbinsel.
Der Lebensraum des Mangrovefächerschwanzes sind überwiegend Mangrovenwälder entlang der Küste. Er besiedelt aber auch Myrtenheidenwälder und Akaziendickichte, die direkt an Mangrovenwälder angrenzen.
Das Zugverhalten des Mangrovefächerschwanzes ist noch nicht abschließend untersucht. Er gilt aber als Standvogel. Die wenigen Beringungsdaten, die für den Mangrovefächerschwanz vorliegen, weisen alle darauf hin, dass er ortstreu ist.

## Nahrung
Der Mangrovefächerschwanz frisst ausschließlich Insekten. Seine Nahrung findet er vom Boden bis in die Spitzen der Baumkrone. Er ist ein sehr agiler, aktiver Vogel, der während seiner Nahrungssuche Insekten aufscheucht und diese dann gewöhnlich im Flug fängt. Das wiederholte Spreizen des Schwanzgefieders ist dabei eine Methode, mit der diese Art ihre Beutetiere aufscheuchen. Mücken werden gelegentlich auch direkt über der Wasseroberfläche gefangen.

## Fortpflanzung
Die Brutbiologie des Mangrovefächerschwanzes ist bislang noch nicht abschließend untersucht. Brütende Vögel werden im Zeitraum von September bis Januar beobachtet. Das Nest ist napfförmig und hat ähnlich wie beim Fuchsfächerschwanz ein schwanzförmiges Anhängsel. Es wird aus feinen Rindenstreifen und Spinnweben gebaut und ist sehr dicht verwoben. Der äußere Durchmesser beträgt 5,3 Zentimeter, der innere Durchmesser 3,9 Zentimeter. Der Nestnapf ist bis zu 2,45 Zentimeter tief. Das schwanzförmige Anhängsel ist durchschnittlich 4,13 Zentimeter lang, man hat aber auch schon Nester gefunden, deren Anhängsel 16 Zentimeter lang war.
Das Gelege umfasst gewöhnlich zwei Eier, die Gelegegröße kann jedoch zwischen einem und drei Eier variieren. Die Eier haben eine cremeweiße Schale und weisen braune Fleckchen auf. Über den Legeabstand, Brutzeit und die Zeitdauer der Jungenaufzucht liegen bislang keine Informationen vor.

## Einzelbelege
1. 1 2  Higgins, Peter & Cowling: Handbook of Australian, New Zealand & Antarctic Birds: Volume 7 Boatbill to Starlings, Part A: Boatbill to Larks. S. 215.
2. 1 2  Higgins, Peter & Cowling: Handbook of Australian, New Zealand & Antarctic Birds: Volume 7 Boatbill to Starlings, Part A: Boatbill to Larks. S. 214.
3. ↑  Boles, W. (2017): Mangrove Fantail (Rhipidura phasiana). In: del Hoyo, J., Elliott, A., Sargatal, J., Christie, D.A. & de Juana, E. (eds.). Handbook of the Birds of the World Alive. Lynx Edicions, Barcelona. (Online, aufgerufen am 18. Mai 2017)
4. ↑  Higgins, Peter & Cowling: Handbook of Australian, New Zealand & Antarctic Birds: Volume 7 Boatbill to Starlings, Part A: Boatbill to Larks. S. 217.
5. 1 2  Higgins, Peter & Cowling: Handbook of Australian, New Zealand & Antarctic Birds: Volume 7 Boatbill to Starlings, Part A: Boatbill to Larks. S. 216.